# Eriogonum hirtellum
Eriogonum hirtellum är en slideväxtart som beskrevs av Howell & Bacigal.. Eriogonum hirtellum ingår i släktet Eriogonum och familjen slideväxter. Inga underarter finns listade i Catalogue of Life.